# Mastino alpino
Mastino alpino, anche Cane Garouf e Cane Patua (Alpine mastiff per i cinologi britannici), era una razza canina di tipo molossoide originaria delle Alpi, ormai estinta, dalla quale vennero selezionati il cane di San Bernardo ed altri cani da montagna della Svizzera.

## Storia
Già allevato presso il celebre ospizio dei Canonici regolari della Congregazione ospedaliera del Gran San Bernardo, il mastino alpino scomparve quando, nel XIX secolo, la linea genetica venne mescolata ad altre razze molossoidi, per esempio il terranova, dando origine al cane di San Bernardo moderno.
Esteticamente, eccezion fatta per il colore del mantello, il mastino alpino ricordava più l'attuale grande bovaro svizzero che il San Bernardo.